# Atalantia buxifolia
Atalantia buxifolia (Poir.) Oliv. ex Benth. è una pianta della famiglia delle Rutacee.